# Léon Jouenne
Pour les articles homonymes, voir Jouenne.
Léon Jouenne dit Léon Jouenne fils, né le 2 décembre 1873 à Paris et mort le 23 mai 1961 à Noyen-sur-Sarthe, est un graveur sur bois, illustrateur et peintre français.

## Biographie
Fils du peintre et graveur Léon Michel Marie Jouenne dont il est élève, il a été le maître en gravure sur bois, entre autres, de Louis-Joseph Soulas et Paul-Alexandre Dumas,.
Il cofonde en 1914, avec Marguerite Dreyfus, Émile Louis de Ruaz, Eugène Dété, Paul Bornet, Charles-Julien Clément, Henri Brauer, Georges Aubert, Victor Dutertre, Charles Smachtens, Maurice Joseph Lamy, et Marguerite Jacob-Bazin, la Société d'estampes gravées sur bois, patronnée par Raymond Poincaré ; interrompues durant la guerre, leurs activités reprennent en 1919 avec la publication du Carton d'estampes gravées sur bois (ouvrage corporatif).

## Œuvres
- La promenade dans les vignes au-dessus de Paris, huile sur toile